# Сковородный
Сковородный — ручей в России, протекает по территории Чёлмужского сельского поселения Медвежьегорского района Республики Карелии. Длина ручья — 12 км.

## Общие сведения
Ручей имеет один малый приток длиной 1,0 км.
Устье ручья находится в 12 км по левому берегу реки Пажи на высоте 122,7 м над уровнем моря.
Населённые пункты на ручье отсутствуют.
Код объекта в государственном водном реестре — 01040100612202000015874.